# Joshua L. Wheeler

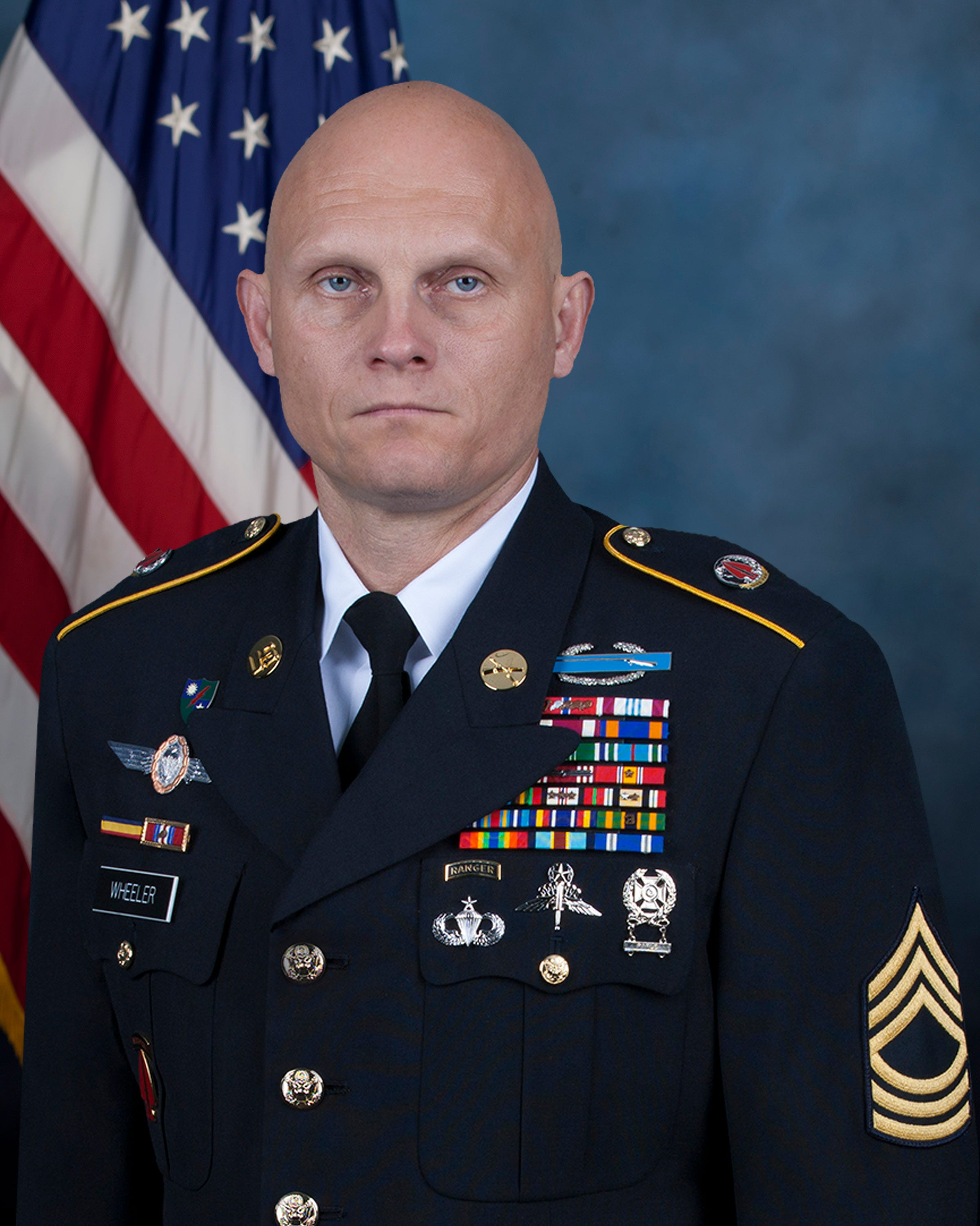
Joshua L. Wheeler (2015)

Joshua L. Wheeler (* 22. November 1975 in Roland, Oklahoma; † 22. Oktober 2015 in Provinz Kirkuk, Irak) war ein US-amerikanischer United States Army Delta Force Master Sergeant.

## Laufbahn
Wheeler trat 1995 in die US Army ein und absolvierte seine Grundausbildung in Fort Benning (Georgia). Er war zunächst in Fort Lewis (Washington) stationiert (ab 1997 75th Ranger Regiment) und absolvierte von dort aus im Zuge des Kriegs gegen den Terror drei Kampfeinsätze in Afghanistan und im Irak. 2004 wurde Wheeler in Fort Bragg (North Carolina) stationiert, wo er dem United States Army Special Operations Command unterstellt und von wo aus er zu elf Spezialeinsätzen nach Afghanistan und in den Irak entsandt wurde.
Wheeler wurde am 22. Oktober 2015 bei einem Einsatz im Zuge der Operation Inherent Resolve gegen islamistische Terroristen der Terrormiliz Islamischen Staat in der Provinz Kirkuk im Irak getötet. Er war einer von etwa zwanzig Delta-Force-Soldaten, die an der Seite von kurdischen Peschmerga-Spezialeinheiten etwa siebzig Geiseln befreiten, deren Hinrichtung bevorstand. Er war seit 2011 der erste gefallene Soldat der Streitkräfte der Vereinigten Staaten im Irak.

## Persönliches
Wheeler war in zweiter Ehe verheiratet. Aus erster Ehe hatte er drei Söhne, die weiterhin bei ihm lebten. Sein vierter Sohn wurde im August 2015 geboren. Mütterlicherseits stammte Wheeler von Cherokee ab.

## Auszeichnungen
Auswahl der Auszeichnungen
, sortiert in Anlehnung an die Order of Precedence of Military Awards:
 Bronze Star Medal (elf, davon vier mit Combat V)

 Purple Heart

 Defense Meritorious Service Medal

 Meritorious Service Medal

 Air Medal

 Joint Service Commendation Medal

 Army Commendation Medal mit silbernem und bronzenen Eichenlaub

 Joint Service Achievement Medal

 Army Achievement Medal mit silbernem und zweifachem bronzenen Eichenlaub

 National Defense Service Medal mit bronzenem Service Star

 Afghanistan Campaign Medal mit drei bronzenen Service Stars

 Iraq Campaign Medal mit bronzenem Service Star

 Global War on Terrorism Expeditionary Medal

 Global War on Terrorism Service Medal

 Presidential Unit Citation

 Valorous Unit Award (zwei)